# エル・ドラド (1966年の映画)
『エル・ドラド』（原題：El Dorado）は、1966年公開のアメリカ合衆国の西部劇映画。監督はハワード・ホークス、主演はジョン・ウェインとロバート・ミッチャム。日本で先行公開され話題を呼んだ。

## あらすじ
ベテラン・ガンマンのコールは、テキサス州の町、エル・ドラドを久々に訪れた。同地の牧場主であるジェイソンから仕事を依頼する連絡があり、前金も送られて来たのに、具体的な内容については知らされなかったからである。酒場で休息し髭を剃っていると、同地の保安官を勤めている旧友のハラーが訪ねてきて、いきなりコールにライフル銃を向ける。驚くコールに対しハラーは、古くからの牧場主であるマクドナルド家が持つ、付近で唯一の水場の権利をジェイソンが強引に手に入れようとして争っている事、その為にジェイソンはガンマンを集めておりコールもその一人である事、自分は両家の間に入っている事、このままジェイソン側に加担するなら戦わなければならない事などを話す。ハラーから説明を受けたコールは、この件から手を引くことを約束した。
ジェイソンに前金を返し帰路につくコールは、付近の見張りをしていたマクドナルド家の息子の一人、ルークにジェイソン一味と勘違いされて撃たれ、咄嗟に反撃して負傷させてしまう。コールは手当てをしようとするが、ルークは「腹に弾を受けたら助からない」という父親の教えを信じ、コールが目を離した隙にピストルで自殺してしまう。コールはマクドナルド家までルークを運び、父親のケビンに引き渡して事情を説明する。納得したケビンは、ルークを運んでくれた礼を述べ、コールも、気の毒な事をしたと答えて帰路についた。だが説明を信じようとしなかった娘のジョーイは反発して家を飛び出し、コールを水場付近で待ち伏せて狙撃する。コールは死んだふりをして、近づいてきた彼女を捕らえ、諭して家に帰すが、腰に銃弾が命中していた。彼は町医者のミラーから応急治療を受け、傷が癒えると、友人が経営するソノラの銀鉱山で起きた問題を解決するためにエル・ドラドを去っていった。
半年後、コールは旅先の酒場で、友人の敵討ちをする青年ミシシッピと出くわし、成り行きで彼を助ける。その後、酒場にいた凄腕ガンマンのマクロードから仕事の話を持ちかけられる。仕事とは半年前に彼が断ったエル・ドラドの水場争いで、マクロードはジェイソン側に雇われた事と、今はハラーが腑抜けになっている事をコールに伝える。ハラーの身を案じたコールは、彼を慕うようになったミシシッピを連れてエル・ドラドへと向かう。道中、銃の射撃が下手なミシシッピを心配したコールは、彼をクエルボの町にある馴染みの鉄砲鍛冶屋に連れて行き、(弾が拡散するので、多少狙いが荒くても当てやすい)ソードオフ・ショットガンを購入させる。
エル・ドラドに到着後、コールは彼に好意を寄せている娼婦モーディから、ハラーが新顔の娼婦に入れ込んだ挙句、捨てられて酒浸りになっていることを聞かされる。保安官事務所に向かったコールは、ミシシッピの協力を得てハラーを正気に戻し、マクドナルド家への加勢を決める。同じ頃、マクドナルド家がジェイソンの部下に襲われ、コールはミシシッピ、ハラー、保安官助手のブルを連れて襲撃犯たちと銃撃戦を展開し犯人達を撃ち倒す。ハラーは襲撃を命じたジェイソンを留置場に入れ連邦保安官に引き渡そうとする。
しかし、町をパトロール中のコールがジェイソンの部下を追っている最中、ジョーイに撃たれた時の傷が痛みだして銃が撃てなくなり、マクロードに捕まってしまう。マクロードはコールとジェイソンの身柄の交換を要求し、ハラーは受け入れる。コールが治療を受け、モーディが差し入れた食事を摂っていると、ジョーイがやって来て、マクドナルド家の息子の一人、ソールがジェイソン達に捕らえられた事、水場の権利書を持ってくれば開放すると言われ、ケビンが待ち合わせ場所の酒場に向かった事をコール達に伝えた。
ジェイソンがケビンとソールを無事に帰すはずはないと判断したコールは、二人を救出するためにハラー、ミシシッピ、ブル、ジョーイと共に、ジェイソン達がいる酒場に向かい、激しい銃撃戦になる。コールはマクロードを倒した後、ミシシッピが撃ったソードオフ・ショットガンの流れ弾で足に負傷してしまい、弾の交換に手間取っている隙にジェイソンがコールを撃とうとするが、間一髪でジョーイがジェイソンを撃ち倒す。水場争いはマクドナルド家側の勝利に終わり、平和が戻ったエル・ドラドの住人たちは歓喜してお祭り騒ぎとなった。
一連の騒動がきっかけとなり、ミシシッピとジョーイは恋仲になる。コールの身を案じ、保安官の仕事を手伝って欲しいハラーとブルは、「モーディはコールが騒動に関わってばかりいることで愛想を尽かしたと言っていた」などとコールに吹き込む事で、風来坊の彼がこのまま町に留まるように上手く焚きつけるのだった。

## キャスト
| 役名                   | 俳優                                  | 日本語吹替                                       | 日本語吹替                                   | 日本語吹替                    |
| 役名                   | 俳優                                  | 日本テレビ版                                     | フジテレビ版                                 | テレビ東京版                  |
| ---------------------- | ------------------------------------- | ------------------------------------------------ | -------------------------------------------- | ----------------------------- |
| コール・ソーントン     | ジョン・ウェイン                      | 小林昭二                                         | 小林昭二                                     | 小林修                        |
| J・P・ハラー           | ロバート・ミッチャム                  | 藤木悠                                           | 浦野光                                       | 羽佐間道夫                    |
| ミシシッピ             | ジェームズ・カーン                    | 津嘉山正種                                       | 青野武                                       | 谷口節                        |
| モーディ               | シャーリーン・ホルト                  | 小原乃梨子                                       | 平井道子                                     | 弥永和子                      |
| ミラー                 | ポール・フィックス                    | 増岡弘                                           |                                              | 村松康雄                      |
| ブル                   | アーサー・ハニカット                  | 矢田稔                                           | 永井一郎                                     | 宮内幸平                      |
| ジョーイ・マクドナルド | ミシェル・ケイリ―                     | 信沢三恵子                                       | 藤田淑子                                     | 佐々木優子                    |
| ケビン・マクドナルド   | R・G・アームストロング                | 藤本譲                                           | 宮川洋一                                     | 中庸助                        |
| バート・ジェイソン     | エドワード・アズナー                  | 大木民夫                                         | 大平透                                       | 富田耕生                      |
| ネルス・マクロード     | クリストファー・ジョージ              | 仁内達之                                         | 小林清志                                     | 麦人                          |
| ミルト                 | ロバート・ドナー                      | 原勉                                             |                                              | 千田光男                      |
| ルーク                 | ジョニー・クローフォード              | 宮本和男                                         |                                              |                               |
| ソール・マクドナルド   | ロバート・ロスウェル                  | 小島敏彦                                         |                                              | 金尾哲夫                      |
| マット・マクドナルド   | アダム・ロアーク                      | 酒井泉                                           |                                              | 秋元羊介                      |
| エルマー               | ジョン・ミッチャム （クレジットなし） |                                                  |                                              | 稲葉実                        |
| ドノバン               | アンソニー・ロジャース                | 柴田秀勝                                         |                                              |                               |
| 不明 その他            | N/A                                   | 竹口安芸子 村松康雄 広瀬正志 横井光夫 馬場はるみ | 石丸博也 屋良有作 長堀芳夫 田原アルノ 藤本譲 |                               |
| 日本語スタッフ         |                                       |                                                  |                                              |                               |
| 演出                   |                                       | 佐藤敏夫                                         | 小林守夫                                     | 伊達康将                      |
| 翻訳                   |                                       | 木原たけし                                       | 飯嶋永昭                                     | 平田勝茂                      |
| 効果                   |                                       |                                                  |                                              | リレーション                  |
| 録音                   |                                       |                                                  |                                              | 東亜スタジオ 東北新社スタジオ |
| 制作                   |                                       | 東北新社                                         | 東北新社                                     | 東北新社                      |
| 解説                   |                                       | 水野晴郎                                         | 高島忠夫                                     | 木村奈保子                    |
| 初回放送               |                                       | 1974年5月29日 『水曜ロードショー』               | 1980年6月20日 『ゴールデン洋画劇場』         | 1991年1月3日 『木曜洋画劇場』 |

テレビ東京版はノーカット放送、後にザ･シネマやBS-TBSでもこの音源を流用している。いずれもノーカット。